# Steffi Schmidt (Volleyballspielerin)
Steffi Schmidt (* 13. Januar 1968 in Staßfurt) ist eine ehemalige deutsche Volleyballspielerin.
Steffi Schmidt war vielfache DDR-Nationalspielerin. 1987 wurde sie Europameister in Belgien. 1988 nahm sie mit der Volleyball-Nationalmannschaft der DDR an den Olympischen Spielen in Seoul teil und belegte dort Platz fünf. Steffi Schmidt spielte in der DDR für den Berliner TSC und nach der Wende für CJD Feuerbach.